# Simon(e) van Saarloos
Simon(e) van Saarloos (Summit (New Jersey), 1990) is een Nederlands-Amerikaanse filosoof, schrijver en columnist. Van Saarloos schreef essays, opiniestukken, columns en kritieken voor onder andere NRC Handelsblad, NRC.next, Vrij Nederland, de Volkskrant en De Correspondent.

## Biografie
Van Saarloos werd geboren in de Verenigde Staten. Hen groeide op in Nederland, doorliep het Haags Montessori Lyceum en deed een tussenjaar aan de Winter's Mill High School in Maryland. Hen studeerde vervolgens filosofie en literatuurwetenschappen aan de Universiteit van Amsterdam en The New School in New York. 
Van Saarloos speelde rugby sevens in Leiden en in het Nederlands damesrugbyteam. Na hun afstuderen in 2013 werd Van Saarloos columnist bij NRC Handelsblad en later bij nrc.next, waar drie werkdagen per week hun column verscheen. Ook presenteerde Van Saarloos in het Amsterdams academisch-cultureel centrum SPUI25, samen met auteur Niña Weijers, van oktober 2013 tot voorjaar 2014 een maandelijkse talkshow, Weijers & Van Saarloos, de seksistische talkshow, met vrouwelijke gasten uit de kunst, cultuur, wetenschap en journalistiek, eerst op de zaal aan het Spui, nadien in de Club Odeon. 
In het boek Het monogame drama (2015) betoogde Van Saarloos dat monogamie een "contraproductieve houding" is die slechts "een verstikkende uiting is van onze hang naar veiligheid", en pleitte hen voor polyamorie.
Van Saarloos was op 9 augustus 2015 de jongste Zomergast ooit. In september 2016 hield hen de jaarlijkse Mosse-lezing.
Samen met Eva Marie de Waal en Sophie van Winden schreef Van Saarloos het toneelstuk Holy-F over feminisme, uitgegeven in 2016 door De nieuwe toneelbibliotheek.
In 2017 werd een column van Van Saarloos uit 2013 gebruikt bij het VWO-eindexamen Nederlands, wat hen pas op de dag zelf te horen kreeg.
Bij de Tweede Kamerverkiezingen van 15 maart 2017 stond Van Saarloos als nummer 8 op de kandidatenlijst van de partij Artikel 1 met lijsttrekker Sylvana Simons.
Samen met Vincent van Velsen stelde Van Saarloos in 2021 een tentoonstelling samen over schaarste en overvloed, Chapter 4OUR: Abundance, in cultuurcentrum Het HEM in een voormalige kogelfabriek op het Hembrugterrein in Zaandam.

## Publicaties
- 2013: Oost - verhalen uit het literaire centrum van Amsterdam, bijdrage aan verhalenbundel, onder redactie van Marian Boyer en Claartje van den Broek, ISBN 9789490950071
- 2014: Brandstof - Vlammende dialogen over vragen van levensbelang, bijdrage aan essaybundel, uitgever Nijgh & Van Ditmar, onder redactie van Laurens Knoop, ISBN    9789038898209
- 2015: Ik deug/deug niet, Nijgh & Van Ditmar, ISBN 9789038801476, columns
- 2015: Het monogame drama, De Bezige Bij, ISBN 9789023495864, essay
- 2015: Het F-boek - feminisme van nu in woord en beeld, bijdrage aan essaybundel, onder redactie van Renée Römkens en Anja Meulenbelt, uitgever Prometheus, Amsterdam, ISBN 9789000345021
- 2016: De vrouw die, Nijgh & Van Ditmar, ISBN 9789038801643, roman
- 2016: Holy-F, samen met Eva Marie de Waal en Sophie van Winden, uitgegeven door De nieuwe toneelbibliotheek, Tekst #356, ISBN 9789460763564
- 2016: Durf te twijfelen! Hoe filosofen kijken naar de actualiteit, bijdrage aan essaybundel, uitgever Lemniscaat, onder redactie van Leonie Breebaart, ISBN 9789047708834
- 2016: Hoe de dingen ons bewegen, bijdrage aan essaybundel, uitgever Trebelsee, ISBN 9789082494907
- 2016: essay Spontaneous, bijdrage aan essaybundel De kracht van het theatrale beeld, een scenografische catalogus, gepubliceerd door de Opleiding Scenografie, DAS Research (Lectoraat Podiumkunsten in transitie) en de Theaterschool, Amsterdamse Hogeschool voor de Kunsten, ISBN 9789071681257[11]
- 2016: Vrouwen schrijven niet met hun tieten - Een nieuwe generatie schrijvers over alledaags seksisme, onnodige ongelijkheid en eicellen met klauwtjes, bijdrage aan essaybundel, onder redactie van Wiegertje Postma, uitgever Atlas Contact, ISBN 9789025447335
- 2016: essay Het verdwenen verschil tussen lucht en water, bijdrage aan essaybundel Diner Pensant - Waar filosofen op kauwen, onder redactie van Valerie Granberg, uitgever ISVW, ISBN 9789491693656
- 2018: Enz. Het Wildersproces, Atlas Contact, ISBN 9789045033389, non-fictie, over het strafproces tegen Geert Wilders, de Tweede zaak-Geert Wilders (2014)
- 2019: Herdenken herdacht - een essay om te vergeten, Prometheus, ISBN 9789044639735
- 2022: (en) Take 'Em Down - Scattered Monuments and Queer Forgetting, Publication Studio[12]
- 2023: (en) Against Ageism - A Queer Manifesto, , Publication Studio[13][14] (Boekpresentatie 17 maart 2023[15])